# Expédition Braddock
Guerre de Sept Ans
Batailles
- Minorque (navale) (1756)
- Pirna (1756)
- Lobositz (1756)
- Reichenberg (1757)
- Prague (1757)
- Kolin (1757)
- Hastenbeck (1757)
- Gross-Jägersdorf (1757)
- Moys (1757)
- Rochefort (1757)
- Rossbach (1757)
- Breslau (1757)
- Leuthen (1757)
- Carthagène (navale) (1758)
- Olomouc (1758)
- Saint-Malo (1758)
- Rheinberg (1758)
- Krefeld (1758)
- Domstadl (1758)
- Cherbourg (1758)
- Zorndorf (1758)
- Saint-Cast (1758)
- Tornow (1758)
- Lutzelberg (1758)
- Hochkirch (1758)
- Bergen (1759)
- Kay (1759)
- Minden (1759)
- Kunersdorf (1759)
- Neuwarp (navale) (1759)
- Hoyerswerda (1759)
- Baie de Quiberon (navale) (1759)
- Maxen (1759)
- Meissen (1759)
- Glatz (1760)
- Landshut (1760)
- Corbach (1760)
- Emsdorf (1760)
- Dresde (1760)
- Warburg (1760)
- Liegnitz (1760)
- Rhadern (1760)
- Berlin (1760)
- Kloster Kampen (1760)
- Torgau (1760)
- Belle-Île (1761)
- Langensalza (1761)
- Cassel (1761)
- Grünberg (1761)
- Villinghausen (1761)
- Ölper (1761)
- Kolberg (1761)
- Wilhelmsthal (1762)
- Burkersdorf (1762)
- Lutterberg (1762)
- Reichenbach (1762)
- Almeida (1762)
- Valencia de Alcántara (1762)
- Nauheim (1762)
- Vila Velha de Ródão (1762)
- Cassel (1762)
- Freiberg (1762)

- Jumonville Glen (1754)
- Fort Necessity (1754)
- Fort Beauséjour (1755)
- 8 juin 1755
- Monongahela (1755)
- Petitcoudiac (1755)
- Lac George (1755)
- Fort Bull (1756)
- Fort Oswego (1756)
- Kittanning (1756)
- En raquettes (1757)
- Pointe du Jour du Sabbat (1757)
- Fort William Henry (1757)
- German Flatts (1757)
- Lac Saint-Sacrement (1758)
- Louisbourg (1758)
- Le Cran (1758)
- Fort Carillon (1758)
- Fort Frontenac (1758)
- Fort Duquesne (1758)
- Fort Ligonier (1758)
- Québec (1759)
- Fort Niagara (1759)
- Beauport (1759)
- Plaines d'Abraham (1759)
- Sainte-Foy (1760)
- Neuville (1760)
- Ristigouche (navale) (1760)
- Mille-Îles (1760)
- Signal Hill (1762)

- Cap-Français (1757)
- Martinique (1759)
- Guadeloupe (1759)
- Dominique (1761)
- Martinique (1762)
- Cuba (1762)

- Chandernagor (1757)
- Plassey (1757)
- Gondelour (1758)
- Négapatam (navale) (1758)
- Condore (1758)
- Madras (1758)
- Pondichéry (navale) (1759)
- Masulipatam (1759)
- Chinsurah (1758)
- Wandiwash (1760)
- Pondichéry (1760-1761)
- Manille (1762)

- Saint-Louis (1758)
- Gorée (1758)
- Gambie

L'expédition Braddock, également appelée campagne de Braddock ou défaite de Braddock, est une expédition militaire britannique qui a échoué à prendre le fort Duquesne (aujourd'hui centre-ville de Pittsburgh) aux Français en 1755, pendant la guerre de la Conquête. Elle a été défaite à la bataille de la Monongahela le 9 juillet et les survivants se retirèrent.
L'expédition prend son nom du général Edward Braddock qui a dirigé les forces britanniques et est mort lors de l'expédition. L'expédition Braddock fut un revers majeur pour les Britanniques au début de la guerre contre la France et a été décrite comme l'une des plus écrasantes défaites pour les Britanniques au XVIIIe siècle.
Outre Braddock, l'expédition comptait dans ses rangs Horatio Gates, Thomas Gage et George Washington, alors jeune colonel de vingt-trois ans.

## Historique
L'expédition de Braddock était une offensive britannique d'envergure contre les Français et Canadiens en Amérique du Nord. Comme commandant en chef de l'armée britannique en Amérique, le général Braddock a mené la poussée principale contre la Vallée de l'Ohio avec une colonne de quelque 2 200 soldats et miliciens. La colonne de Braddock étaient composée de deux régiments de ligne, le quarante-quatrième et la quarante-huitième avec environ 1 350 hommes et 500 soldats réguliers et miliciens de plusieurs colonies britanniques, accompagnés d'artillerie et autre soutiens des troupes. Avec ces hommes, Braddock s'attendait à saisir facilement le fort Duquesne, et se servir de cette victoire pour capturer une série de forts français, pour atteindre par la suite le fort Niagara. George Washington, alors âgé de 23 ans, connaissait le territoire et a servi d'aide de camp volontairement au général Braddock. Le chef des scouts de Braddock était le lieutenant John Fraser du régiment de Virginie, qui possédait des terres et qui avait précédemment servi de deuxième au commandement du fort inachevé de Prince George au confluent des rivières Allegheny et Monongahela, le site du fort Duquesne avant l'expédition de Braddock, et qui était au fort Nécessité.
La tentative de Braddock de recruter des alliés parmi les Amérindiens qui n'étaient pas encore alliés avec les Français resta en grande partie infructueuse. Il n'avait que huit Amérindiens Mingo avec lui qui servaient de scouts. Un certain nombre d'Amérindiens dans le secteur, notamment le chef Shingas des Delawares, restèrent neutres. Pris entre deux empires européens puissants en guerre, les Amérindiens locaux étaient commis à leurs terres et ne pouvaient pas se permettre d'être du côté du perdant. Le succès ou l'échec de Braddock influencerait leurs décisions.

## Source
- (en) Cet article est partiellement ou en totalité issu de l’article de Wikipédia en anglais intitulé « Braddock Expedition » (voir la liste des auteurs).